# Петухохвостые тиранны
Петухохвостые тиранны (лат. Alectrurus) — род воробьиных птиц из семейства тиранновых.

## Описание
Длина тела 12-20 см. В период размножения у самцов этого рода значительно увеличивается длина хвоста и длина тела с хвостом возрастае с 20 до 31 см у Alectrurus risora и с 12 до 18 см у Alectrurus tricolor.

## Экология
Характерными местообитаниями являются естественные пастбища со слабой или умеренной нагрузкой. При увеличении площадей и интенсивности сельскохозяйственной деятельности численность обоих видов сильно сокращается.

## Список видов
В состав рода включают 2 вида:
- Alectrurus risora (Vieillot, 1824)
- Alectrurus tricolor (Vieillot, 1816) — Петухохвостый тиранн

## Распространение
Встречаются в Аргентине, Парагвае, Уругвае, Боливии и Бразилии.